# NGC 6868
NGC 6868 (również PGC 64192) – galaktyka eliptyczna (E2), znajdująca się w gwiazdozbiorze Lunety. Odkrył ją 7 lipca 1834 roku John Herschel. Obecność pyłu w centralnych obszarach galaktyki sugeruje, że stosunkowo niedawno zderzyła się z sąsiadującą z nią galaktyką spiralną, w praktyce kanibalizując ją.